# АРКАДИЯ-театр
«АРКА́ДИЯ-теа́тр» — московский драматический театр, образованный в 2011 году. Основатель, художественный руководитель и главный режиссёр — Ирина Пахомова.

## История создания
«ARCADIA-театр» вырос из спектакля «Аркадия» по одноимённой пьесе английского драматурга Тома Стоппарда.
В ходе репетиций была разработана программа развития театра и обсуждён состав труппы, костяк которой составили актёры театров Москвы и Санкт-Петербурга: Театра Вахтангова, Содружества актёров Таганки, Театра Романа Виктюка, Театра «Сфера», Малого Театра, Александринского театра.
Заведующим литературной частью «ARCADIA-театра» в 2011—2021 годах была переводчик Ольга Варшавер.
С 8 мая 2011 года по 14 февраля 2014 года спектакли проходили на площадке Театра С. А. Д.
С 25 апреля 2014 года по 10 апреля 2021 года показ спектаклей шёл на сцене Музея-театра «Булгаковский дом». С 22 ноября 2021 года спектакль «Балаган» вошёл в репертуар Музея-театра «Булгаковский дом», а «ARCADIA-театр» прекратил своё существование.
24 августа 2023 года театр был возрождён и переименован в «АРКАДИЯ-театр», а в его труппу вошёл выпускной курс ГИТИСа Нонны Гришаевой. Первой премьерой обновлённого театра стал пластический спектакль Павла Ивлева «Вино из одуванчиков» по повести Рэя Брэдбери.
Спектакли проходят в открытом театральном пространстве «Арт-платформа», театральном центре «На Страстном», на сцене театра «Мастерская на Кулишках», Центрального дома актёра и других площадках.

## Труппа театра
- Виолетта Багинская (c 2023)
- Ангелина Болбас (c 2023)
- Евгений Булгаков (c 2023)
- Иван Вербицкий (с 2024)
- Семён Газиев (с 2023)
- Данил Григорьев (с 2023)
- Раиса Гришина (с 2023)
- Александр Груздев (с 2023)
- Лилия Закирова (с 2023)
- Анастасия Захарова (с 2023)
- Екатерина Короткова (с 2023)
- Дарья Кузнецова (с 2024)
- Александра Леднева (с 2023)
- Фёдор Медведев (с 2023)
- Ульяна Москаленко (с 2023)
- Артур Мхитарян (с 2023)
- Дарья Ольхова (с 2023)
- Варвара Пахомова (с 2024)
- Дарья Позднякова (с 2023)
- Елена Полянская (2013—2021, с 2024)
- Алексей Рыжков (с 2024)
- Анастасия Субботина (с 2023)
- Мария Тимофеева (с 2023)
- Анастасия Убоженко (с 2024)
- Александр Удалов (с 2023)
- Ильдус Хасанов (с 2023)
- Григорий Чеглаков (с 2023)
- Полина Чирикова (с 2023)

## Ранее служили в «АРКАДИЯ-театре»
- Мария Аврамкова (2011—?)
- Фёдор Бавтриков (2011—?)
- Александра Бледная (2014—2015)
- Дмитрий Богданов (2013—?)
- Георгий Вавилов (2011—?)
- Денис Васильев (2013—2019)
- Максим Виноградов (2015—2021)
- Светлана Головина (2014—2015)
- Александр Городиский (2011—2021)
- Иван Горшков (2012—?)
- Павел Гребенников (2011—2017)
- Юлия Дарина (2013—2018)
- Александр Дривень (2014—2019)
- Владимир Дубровский (2013—2021)
- Иван Дубровский (2016—2017)
- Иван Иванович (2011—?)
- Алёна Ивицкая (2017—2021)
- Рушан Иксанов (2011—?)
- Ренат Кадыров (2011—?)
- Игорь Кирилюк (2013—2021)
- Ксения Кубасова (2014—2018)
- Марина Либакова-Ливанова (2014—2018)
- Елена Лобачевская (2019—2021)
- Андрей Лобачевский (2012—2021)
- Михаил Мартьянов (2014—2021)
- Анастасия Миляева (2011—2021)
- Алексей Паничев (2011—2021)
- Татьяна Полосина (2014—?)
- Анна Попова (2011—2018)
- Денис Самойлов (2014—2021)
- Ольга Селезнёва (2014—?)
- Евгения Уралова (2014—2015)
- Иван Федотов (2013—2021)
- Алексей Финаев-Николотов (2013—2021)
- Артём Черненко (2014—2018)

## Репертуар
- Том Стоппард «Аркадия» (перевод Ольги Варшавер). Режиссёр — Ирина Пахомова. Премьера — 8 мая 2011 года.
- Карло Гоцци, Ирина Пахомова «Памяти Вахтангова. Принцесса Турандот» (перевод Михаила Лозинского). Режиссёр — Ирина Пахомова. Премьера — 17 декабря 2012 года.
- Чарльз Мори «Балаган» (перевод Ольги Варшавер и Татьяны Тульчинской). Режиссёр — Ирина Пахомова. Премьера — 12 апреля 2013 года.
- Софья Прокофьева, Ирина Пахомова «Лоскутик и Облако». Режиссёр — Ирина Пахомова. Премьера — 27 октября 2013 года. Возобновление — 14 октября 2023 года.
- Катя Рубина «Прогулка в Лю-Блё». Режиссёр — Ирина Пахомова. Премьера — 1 декабря 2014 года.
- Леонард Герш «Свободные бабочки» (перевод Михаил Мишин). Режиссёр — Ирина Пахомова. Премьера — 16 сентября 2017 года.
- Вуди Аллен «Миллионы причин» (по пьесе «Олд Сейбрук», перевод Олега Дормана). Режиссёр — Ирина Пахомова. Премьера — 11 апреля 2018 года.
- Алессандро Барикко «Смит & Вессон» / «Жить, дышать, смеяться» (перевод Валерия Николаева). Режиссёр — Ирина Пахомова. Премьера — 20 мая 2019 года. Возобновление — 12 декабря 2023 года.
- Рэй Брэдбери «Вино из одуванчиков». Режиссёр — Павел Ивлев. Премьера — 24 августа 2023 года.
- Музыкальные наблюдения «Нон-стоп». Режиссёр — Александр Нестеров. Премьера — 18 сентября 2023 года.
- Фёдор Достоевский «Бесы». Режиссёр — Ирина Пахомова. Премьера — 20 сентября 2023 года.
- Концерт-квартирник «На Марсе будут яблони цвести». Режиссёр — Ирина Пахомова. Премьера — 7 октября 2023 года.

## Оценки
Американский драматург, режиссёр и продюсер Чарльз Мори, побывавший в мае 2013 года в театре С.А.Д. на премьере спектакля по его пьесе «Балаган», похвалил постановку, лестно отозвавшись о работе режиссёра и об игре актёров.
Он также высоко оценил спектакль «Аркадия» по пьесе Тома Стоппарда в постановке Ирины Пахомовой, назвав его сильным и глубоким.